# Tramvai

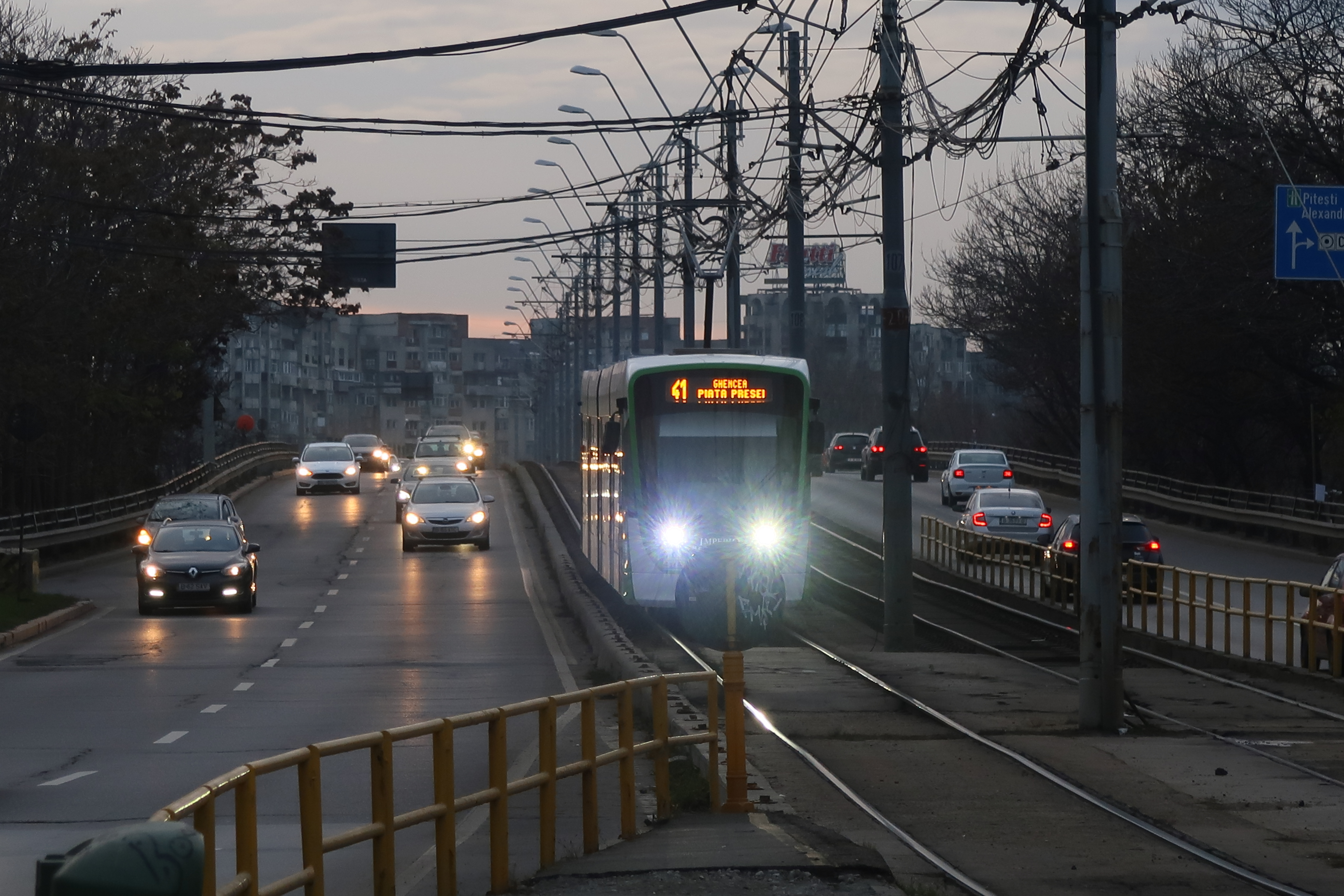
Tramvai STB Astra Imperio Metropolitan pe linia 41 din București

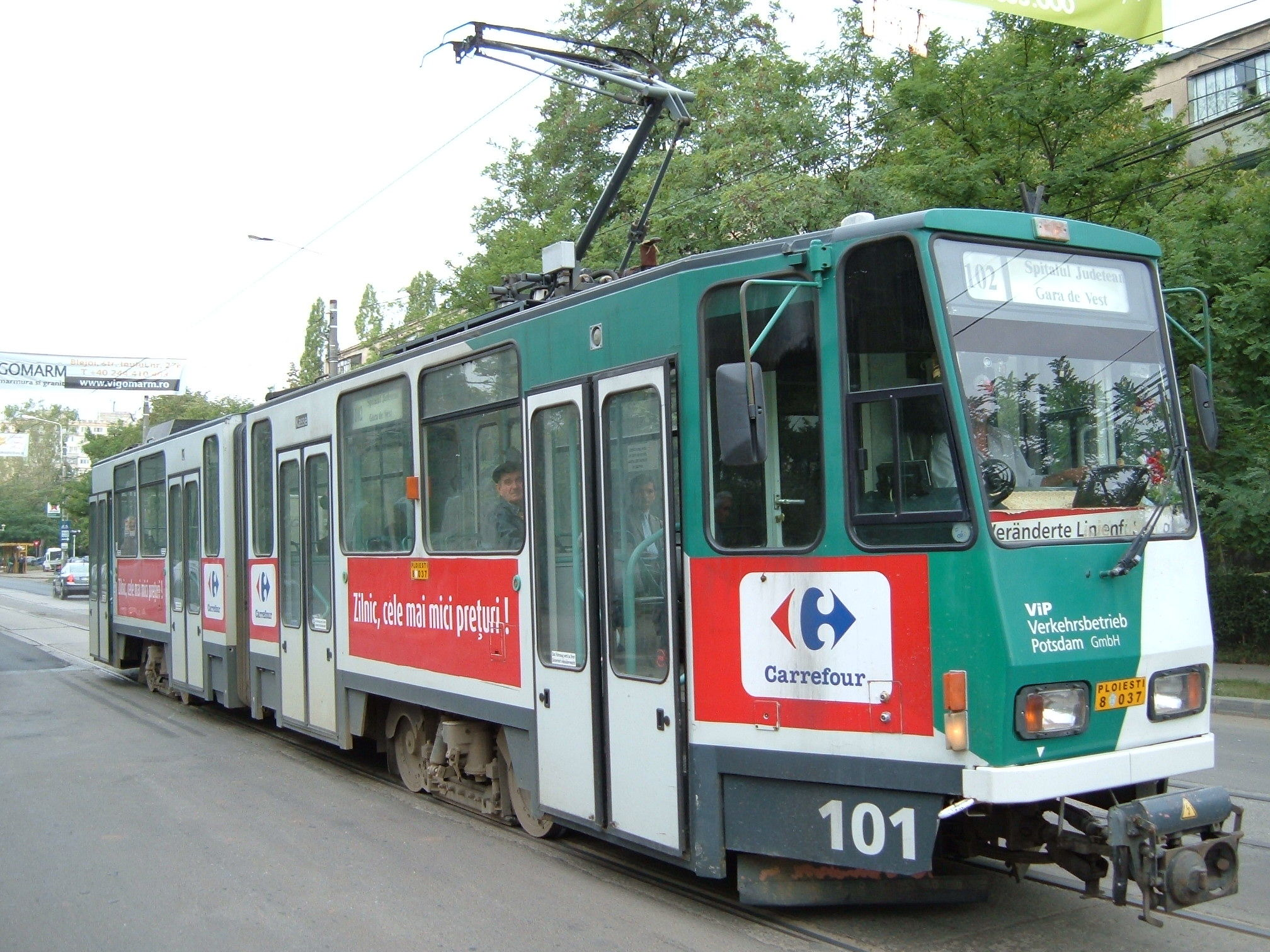
Tramvai Tatra KT4DM pe linia 102 din Ploiești

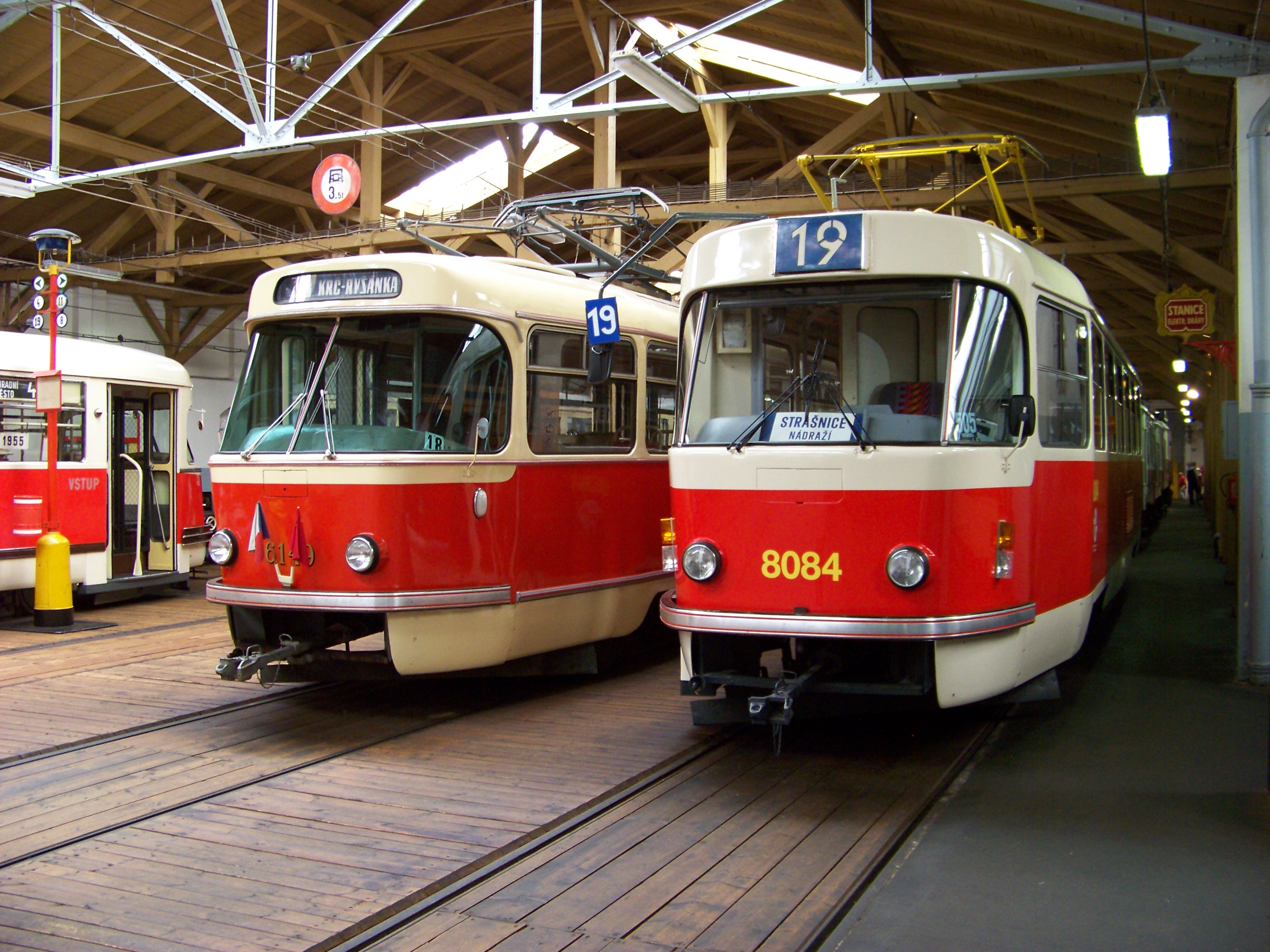
Fabricat în peste 14.000 de exemplare, Tatra T3 a fost cel mai produs tip de tramvai din istorie.

Tramvaiul  este un vehicul feroviar care circulă pe șine de-a lungul străzilor din orașe, și, uneori, pe o cale dedicată. Liniile deservite de tramvaie sunt numite linii de tramvai. Tramvaiele au aproape exclusiv tracțiune electrică, deși în secolul al XIX-lea au existat și tramvaie trase de cai.
Tramvaiele sunt, de obicei, mai ușoare și mai scurte decât trenurile și metrourile. Astăzi, cele mai multe tramvaie folosesc tracțiunea electrică, de obicei alimentarea fiind făcută de la o catenară prin pantograf. În unele cazuri se folosește o a treia șină, un troleu sau o liră. Dacă este necesar, acestea pot avea sisteme hibride de alimentare cu energie electrică în străzile orașului, și cu motorină în afara orașului. Tramvaiele sunt acum de obicei incluse în termenul mai larg de "metrou ușor", care include, de asemenea, și alte sisteme de transport cu cale dedicată.
Liniile de tramvai pot fi extinse între orașe (de exemplu, prin linii interurbane, sau tram-trenuri) sau chiar între țări diferite (de exemplu în Basel, Strasbourg), sau poate circula pe o cale dedicată, chiar și în orașe (metrou ușor). Foarte rar, tramvaiele pot căra și marfă, de exemplu materiale necesare mentenanței liniei. Datorită acestei versatilități, diferențele între diferitele moduri de transport feroviar sunt de multe ori neclare.
Unul dintre avantaje față de formele anterioare de transport a fost rezistența scăzută la rulare a roților de oțel pe șine, care permitea animalelor să transporta o sarcină mai mare pentru un anumit efort. Problema cu tramvaiele trase de cai era că animalele nu puteau lucra decât un număr limitat de ore într-o anumită zi, trebuiau să fie adăpostite, hrănite și îngrijite zi de zi, și produceau cantități semnificative de resturi pe care compania trebuia să le arunce.  Tramvaiele electrice au înlocuit în mare măsură cele cu tracțiune animală la sfârșitul secolului al XIX-lea și începutul secolului al XX-lea. Îmbunătățirile în alte forme de transport rutier, cum ar fi autobuzele, au condus la declinul tramvaielor în mijlocul secolului XX, urmate de o renaștere la începutul secolului al XXI-lea.

## Etimologie
În limba română, cuvântul tramvai provine din englezul tramway - însemnând cale de rulare, sinonim cu railway - și nu se fac diferențieri între tramvaie articulate sau cu vagoane sau în funcție de tipul de șină pe care circulă. Pe lângă termenii tram și tramway, în engleză se mai folosesc și tramcar, streetcar, trolley sau trolleycar, în funcție de locație și de tipul de vehicul.
Inițial termenul folosit și în română a fost tramcar, însă lumea a simțit nevoia împrumutării unui nou termen odată cu trecerea de la vehiculul tras de cai la vehiculul propulsat electric, însă termenul care stă la originea lui tramvai nu desemnează un vehicul ci calea de rulare a acestuia.

## Evoluția istorică
Istoria tramvaielor a început în secolul al XIX-lea. Aceasta poate fi împărțită în mai multe perioade distincte definite pe baza principalului mijloc de propulsie folosit. Primele modele de tramvaie au constat la început din unul sau mai multe vagoane nemotorizate trase de cai, trecându-se apoi la tracțiunea cu abur. După tramvaiele cu abur au existat și tramvaie propulsate de motoare diesel. Acestea din urma au fost rare din cauza poluării.
Tramvaiul, în general, este dedicat transportului de persoane, însă există și tramvaie de marfă care circulă fără a deranja tramvaiele de călători, ce fac legătura între zone industriale și căile ferate.

### Trase de cai

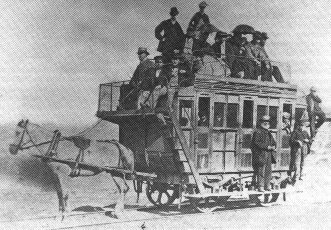
Calea ferată Swansea and Mumbels din Țara Galilor a deschis primul serviciu de tramvai din lume în 1807

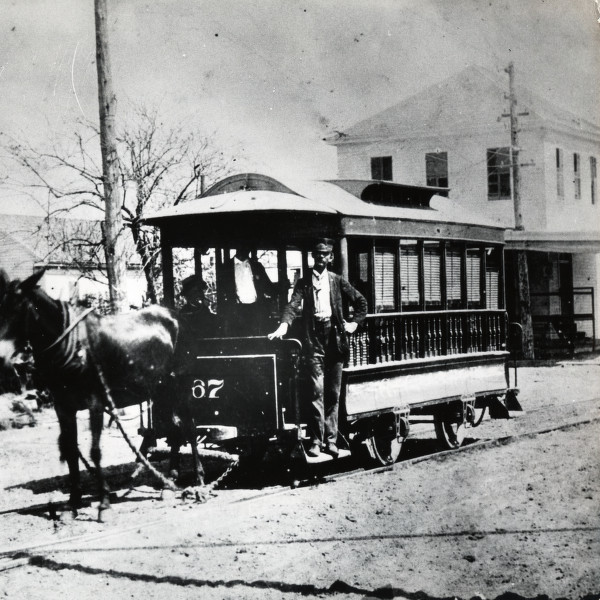
Tramvai tras de un catâr, Houston, Statele Unite ale Americii, 1870

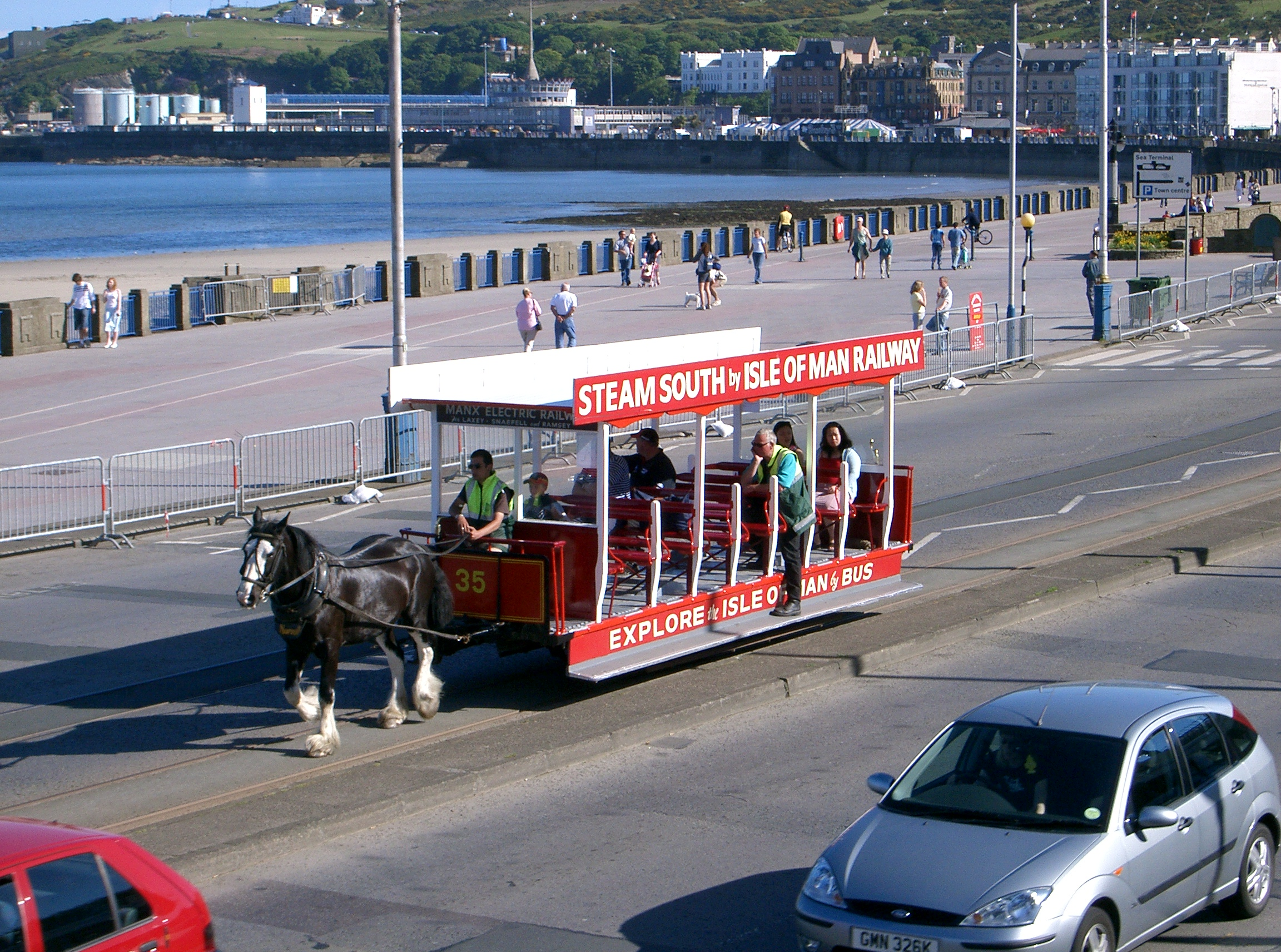
Tramvaiul tras de cai Douglas Bay din Douglas, Insula Man era încă în funcțiune în 2017

Primul tramvai de călători din lume a fost Calea Ferată Swansea și Mumbles din Țara Galilor. Legea de înființare a fost adoptată de Parlamentul Britanic în anul 1804, și primul tramvai și-a început activitatea în anul 1807. Serviciul a fost întrerupt în anul 1827, dar a fost reluat în 1860, tot folosind cai. Linia a fost deservită de tramvaie cu abur din 1877, și apoi, din 1929, de tramvaie electrice de foarte mare capacitate (106 locuri), până la închiderea din 1961. Swansea și Mumbles Feroviar a fost ceva de un off cu toate acestea, și nici o altă stradă tramvai ar apărea în marea Britanie până în anul 1860 când a fost construit în Birkenhead de American George Francis Tren.
Tramvaiele s-au dezvoltat în America înaintea Europei datorită în mare parte lipsei pavajelor din orașele americane, care le făcea nepotrivite pentru autobuze trase de cai, care erau comune în orașele europene. Rularea pe șine a permis o experiență mult mai lină. Există înregistrări cu construcția unei linii de tramvai în Baltimore încă din 1828, însă prima linie de tramvai înregistrată în America a fost Calea Ferată New York și Harlem, construită de constructorul irlandez de trăsuri John Stephenson în New York, care și-a început serviciile în anul 1832. Linia Fourth Avenue  acestei companii mergea de-a lungul străzilor Bowery și Fourth Avenue, în New York City. Aceasta a fost urmată, în 1835, de către Calea Ferată New Orleans și Carrollton din New Orleans, Louisiana, care încă mai funcționează ca linia de tramvai St. Charles. Alte orașe Americane au beneficiat de tramvai de-abia în anii 1850, după care serviciile de tramvai au devenit comune în orașele mai mari.
Prima linie de tramvai permanentă din Europa continentală a fost deschisă la Paris, în 1855, de către Alphonse Loubat, care a lucrat anterior la liniile de tramvai din America. Tramvaiul a fost dezvoltat în numeroase orașe din Europa (unele dintre cele mai extinse sisteme se găseau în Berlin, Budapesta, Birmingham, Leningrad, Lisabona, Londra, Manchester, Paris).
Primul tramvai din America de Sud a fost deschis în 1858 în Santiago de Chile. Primele tramvaie din Australia au fost deschise în anul 1860 în Sydney, pe când în Africa primul tramvai a apărut în Alexandria pe 8 ianuarie 1863. Primele tramvaie din Asia au fost deschise în 1869 în Batavia (acum Jakarta), Indiile de Est Olandeze (acum Indonezia).
Problema cu tramvaiele trase de cai era că animalele nu puteau lucra decât un număr limitat de ore într-o anumită zi, trebuiau să fie adăpostite, hrănite și îngrijite zi de zi, și produceau cantități semnificative de resturi pe care compania trebuia să le arunce. Deoarece un cal tipic parcurgea aproximativ o duzină de mile pe zi și mergea timp de patru sau cinci ore, cele mai multe sisteme aveau zece sau chiar mai mulți cai pentru fiecare vagon.
Vagoanele trase de cai au fost în mare parte înlocuite de tramvaiele alimentate electric după ce Frank J. Sprague a inventat o metodă eficientă de colectare a curentului electric de la o catenară. Troleul său folosea o roată care se deplasa pe fir. La sfârșitul lui 1887 și începutul lui 1888, folosind această invenție Sprague a reușit să creeze prima cale ferată urbană alimentată cu energie electrică în Richmond, Virginia. În nici un an, tramvaiele electrice le-au înlocuit pe cele trase de cai în mai multe orașe. În 1889, 110 rețele de tramvai care foloseau echipamentul lui Sprague erau funcționale sau planificate pe mai multe continente.
Caii au continuat să fie folosiți pentru manevră până târziu în secolul 20, chiar și multe linii comerciale supraviețuind până la începutul secolului al XX-lea. New York City a avut un serviciu regulat de tramvaie cu cai pe Strada Bleecker până la închiderea sa în 1917. Pittsburgh, Pennsylvania, a folosit cai pe linia Sarah Street până în 1923. Ultima linie regulată de vagoane trase de catâri a funcționat în Sulf Rock, Arkansas, până în 1926 și a fost comemorată printr-un timbru emis în 1983. Liniile trase de catâri din Mexico City s-au închis în 1932, dar în Celaya, Mexic, a supraviețuit până în 1954. Ultima linie de tramvai cu cai din Marea Britanie a fost închsă pe 30 septembrie 1957, când a fost închisă linia de la Omagh la Enniskillen..
Tramvaiele trase de cai circulă încă în Tramvaiul Douglas Bay din Isle of Man, deschisă în 1876, și pe linia de tramvai Victor Harbor din Adelaide, Australia de Sud, construit în 1894. Noi trase de cai sisteme au fost deschise la Muzeul Hokkaidō din Japonia și, de asemenea, în Disneyland.

### Cu motor cu abur

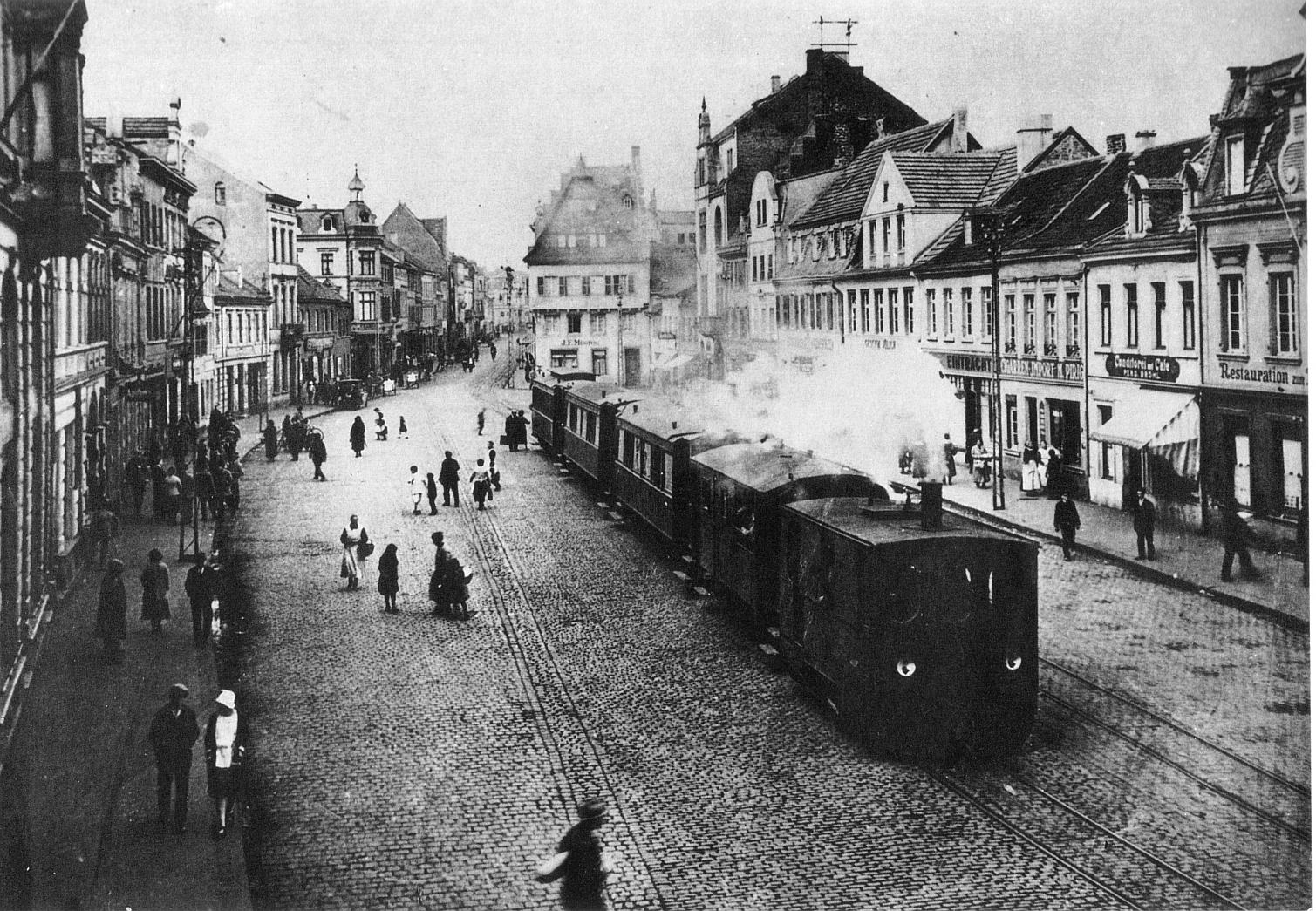
Un tramvai german cu aburi pe Calea Ferată Köln-Bonn, trăgând un tren prin piața din Brühl, în jurul anului 1900

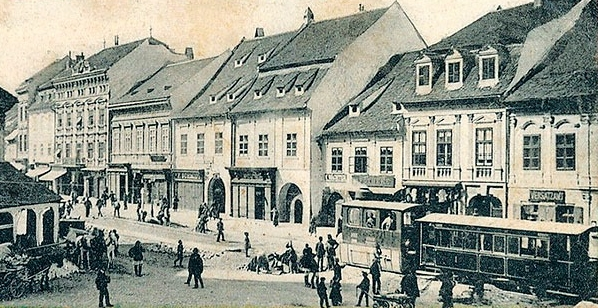
Tramvaiul cu aburi în Piața Sfatului din Brașov (cca 1900)

Primele tramvaie mecanice au fost alimentate cu abur. În general, au existat două tipuri de tramvai cu aburi. Primul și cel mai comun era format dintr-o mică locomotivă cu aburi ce trăgea unul sau mai multe vagoane, similar cu un tren. Sistemele cu astfel de tramvaie cu aburi includeau Christchurch, Noua Zeelandă și Sydney, Australia, iar mai apoi Newcastle, New South Wales, München, Germania (din August 1883), India Britanică (Pakistan) (din 1885) și Tramvaiul cu Aburi Dublin & Blessington (din 1888). Primul tramvai cu abur din România a fost inaugurat la Brașov în anul 1892.
Celălalt stil de tramvai cu aburi avea motorul cu aburi în corpul tramvaiului. Cel mai notabil sistem ce a folosit astfel de tramvaie a fost în Paris. Tramvaie cu aburi cu designul francez au mai funcționat, de asemenea, în Rockhampton, în statul Australian Queensland, între 1909 și 1939. Stockholm, Suedia, a avut o linie de tramvai cu abur pe insula Södermalm între 1887 și 1901.
Tramvaiele aveau de obicei modificări la motoare pentru a le face potrivite pentru circulația stradală. Roțile și alte părți în mișcare ale locomotivelor erau închise din motive de siguranță și pentru a le face mai silențioase. Au fost luate măsuri pentru a preveni motoarele cu emisii vizibile de fum sau aburi. De obicei, motoarele utilizau drept combustibil cocs în locul cărbunelui pentru a evita emisiile de fum; condensatoarele sau supraîncălzirea au fost folosite pentru a evita emisiile vizibile de aburi. Un dezavantaj major al acestui stil de tramvai a fost spațiul limitat pentru motor, astfel încât aceste tramvaie au fost, de obicei, submotorizare. Tramvaiele cu aburi s-au rărit în anii 1890, fiind înlocuite cu tramvaie electrice la începutul anilor 1900.

### Trase de cabluri

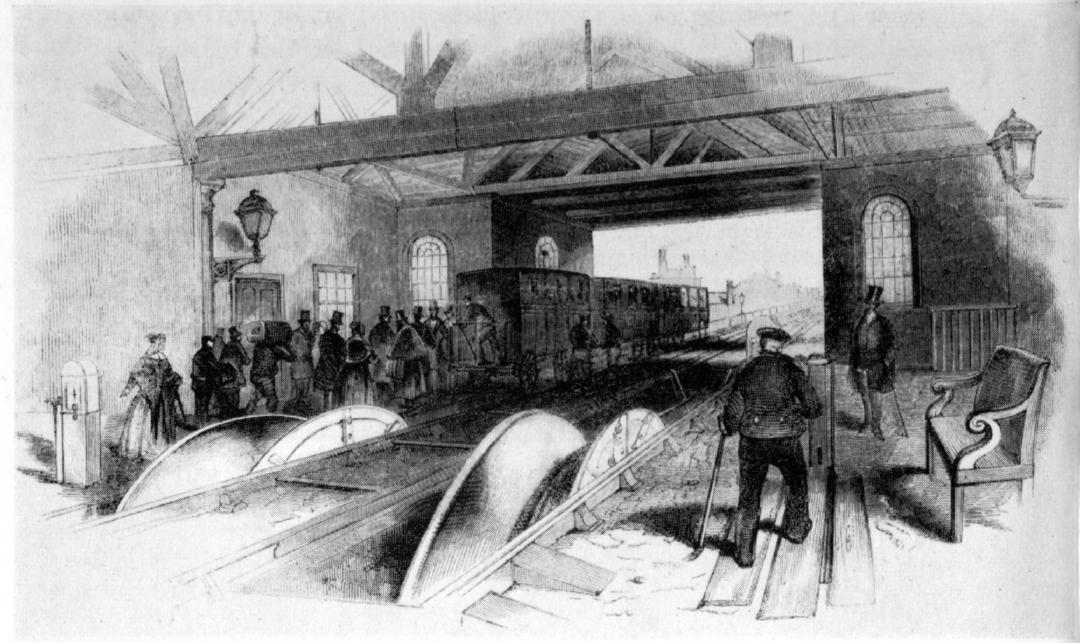
Tamburi de acționare ai căii ferate cu cablu Londra și Blackwall, 1840

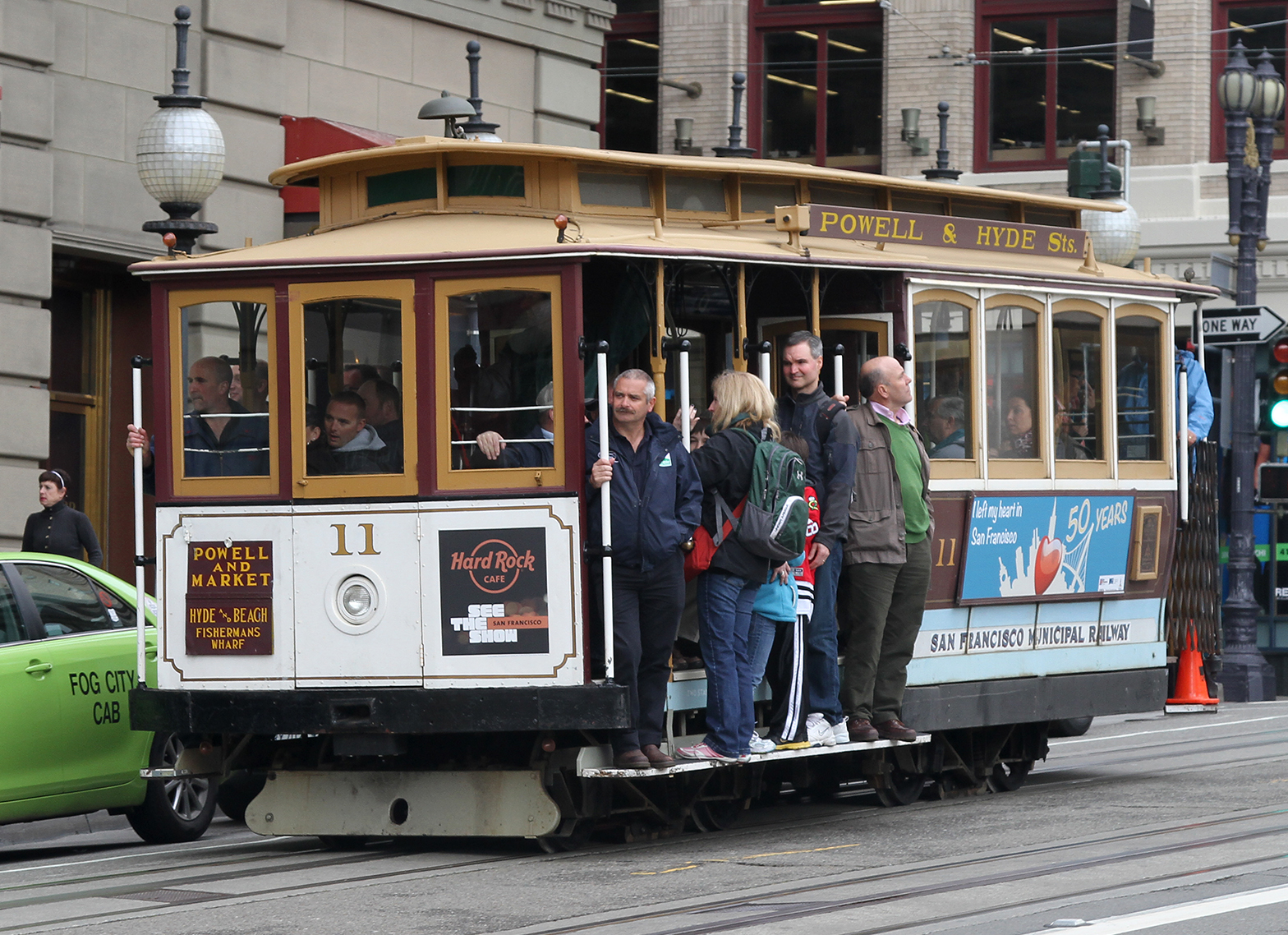
Un cable car din San Francisco: Un sistem de tramvaie trase de cablu încă în operare în 2017

Un alt sistem de tracțiune pentru tramvaie a fost tracțiunea de-a lungul unei căi fixe printr-un cablu de oțel care se deplasează. Puterea era asigurată de o locație aflată în altă parte decât vagonul (de obicei, la capăt de linia).
Calea Ferată Londra și Blackwall, care a fost deschisă pentru pasagerii din East London, Anglia, în anul 1840, a folosit un astfel de sistem.
Prima linie urbană de acest fel a fost testată în San Francisco, în 1873. O parte din succesul său se datorează dezvoltării unui sistem eficient și fiabil de prindere a mecanismului de cablu, care prindea și elibera cablul fără a îl deteriora. Cel de-al doilea oraș cu tramvai cu cablu a fost Dune din Noua Zeelandă, sistem ce a funcționat din 1881 până în 1957. Cel mai mare sistem de tramvai cu cablu din SUA a fost construit în Chicago între 1882 si 1906. În New York au existat cel puțin șapte linii de tramvai cu cablu. Los Angeles a avut de asemenea mai multe linii de acest fel. Din 1885 până în 1940, orașul Melbourne a operat unul dintre cele mai mari sisteme de tramvai cu cablu din lume, care a avut, în perioada de vârf, 592 tramvaie pe 75 km de cale ferată. Au fost, de asemenea, două linii de tramvai în Sydney, funcționale funcționale până la începutul anilor 1900. În Dresda, Germania, un sistem de cale ferată suspendată a fost inaugurat în 1901. Alte sisteme asemănătoare au funcționat pe Highgate Hill din nordul Londrei și între Kennington și Brixton Hill în sudul Londrei, precum și în jurul "Upper Douglas" în Isle of Man, din 1897 până în 1929.

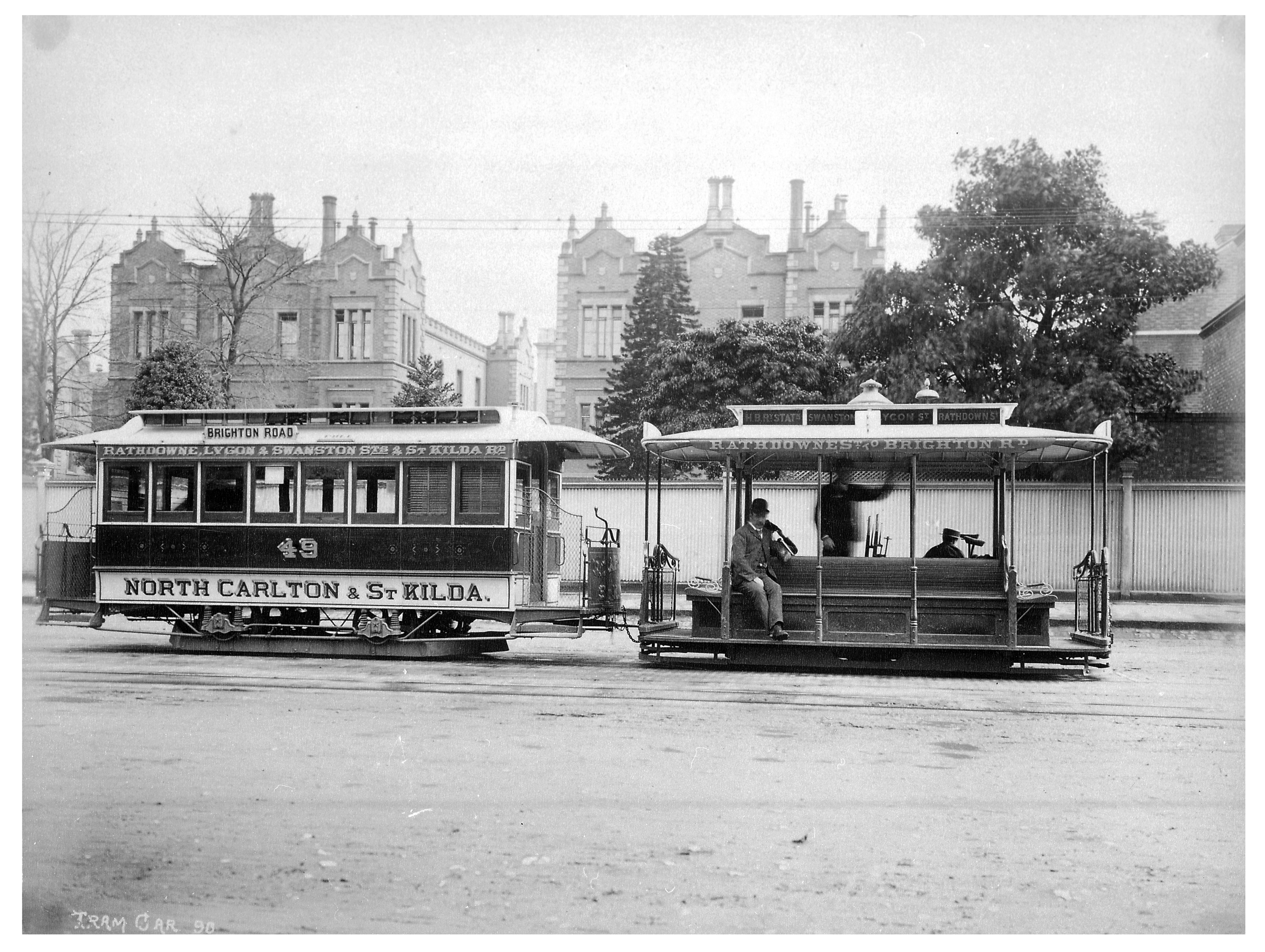
Tramvai cu cablu și remorcă, pe linia St. Kilda din Melbourne în 1905.

Aceste sisteme de tramvai aveau un cost ridicat al infrastructurii, deoarece necesitau un sistem costisitor de cabluri, scripeți, motoare staționare și canale sub șine. Ei necesitau, de asemenea, forță fizică și calificare pentru operare, precum și mecanici atenți pentru a evita obstacolele și alte tramvaie. Cablul trebuia să fie deconectat în locurile desemnate pentru a permite vagoanelor să traverseze o altă linie. Cablul trebuia apoi să fie "luat" pentru a relua deplasarea, întreaga operațiune necesitând sincronizare, pentru a evita deteriorarea cablului și a mecanismului de prindere. Rupturile cablului, destul de frecvente, necesitau oprirea serviciului în timp ce se repara cablul. Din cauza uzurii, toată lungimea cablului trebuia verificată și înlocuită regulat. După dezvoltarea unui sistem eficient de tramvaie acționate electric, aceste sisteme costisitoare au fost rapid înlocuite în cele mai multe orașe.
Tramvaiele trase de cabluri au rămas eficiente mai ales în zonele colinare din orașe, deoarece roțile lor nu pierd tracțiunea la urcarea și coborârea unui deal abrupt. Mișcare cablului trage vagonul în sus pe deal într-un ritm constant, spre deosebire de un motor cu abur cu putere redusă sau de un tramvai tras de cai. Tramvaiele cu cablu au frâne pe roți și frâne magnetice de cale, dar cablul ajută, de asemenea, la menținerea unei viteze constante în coborâre. Performanța în pante explică parțial supraviețuirea tramvaielor de acest fel din San Francisco.

### Cu motor pe gaz
La sfârșitul secolului al XIX-lea și începutul secolului al XX-lea un număr de sisteme din diferite părți ale lumii au folosit tramvaie alimentate cu gaz. Asemenea tramvaie au fost folosite între Alphington și Clifton Hill în partea de nord a suburbiilor din Melbourne, Australia (1886-1888); în Berlin și Dresda, Germania; în Estonia (1920–1930); între Jelenia Góra, Cieplice, și Sobieszów în Polonia (din 1897), precum și în Marea Britanie, în Lytham St Annes, Neath (1896-1920) și Trafford Park, Manchester (1897-1908).
Pe 29 decembrie 1886 ziarul Argus din Melbourne a retipărit un articol din San Francisco Buletin care preciza că Dl. Noble a prezentat "cu succes" un nou motor pentru tramvaie. Tramvaie „similare ca dimensiune, formă, și capacitate cu un tramvai pe cablu” erau alimentate de la un motor pe gaz al cărui rezervor trebuia încărcat doar o dată pe zi, în depou, prin intermediul unui furtun de cauciuc. Vagonul avea, de asemenea, un generator de energie electrică pentru iluminatul cabinei și pentru pornire, dar și pentru a urca pantele abrupte.
S-au publicat relativ puține informații despre tramvaiele pe gaz. Totuși, o cercetare interesantă pe această temă a fost realizată pentru un articol din ediția pe octombrie 2011 a „The Times”, revista istorică a Asociației Australiene a Colectorilor de Orare.

### Cu motor electric

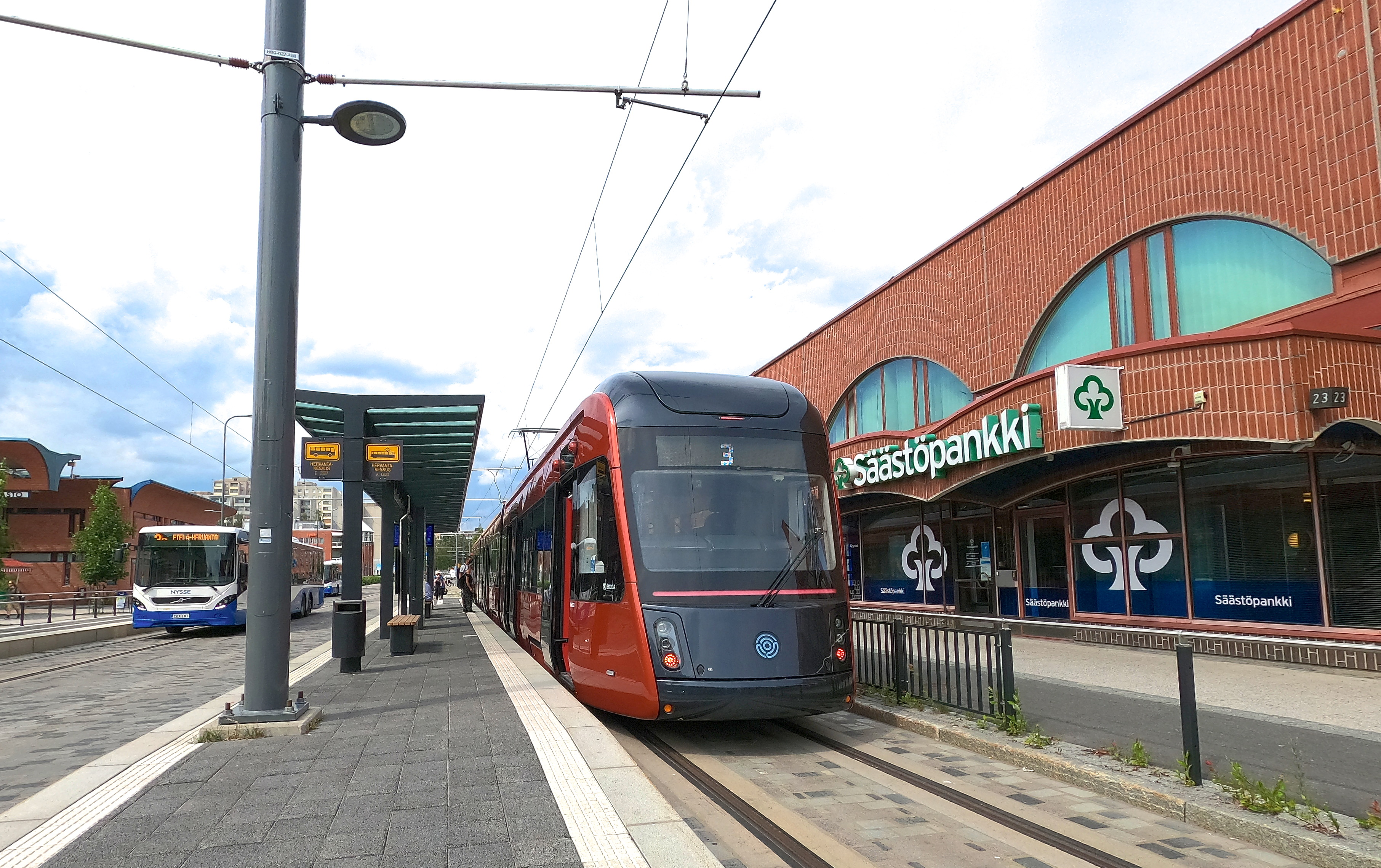
Un tramvai Škoda Artic cu design modern în Tampere, Finlanda, în 2021

Prima linie de tramvai electric din lume a operat în Sestrorețk în apropiere de Sankt Petersburg, Rusia, sistemul fiind testat de către Fiodor Pirotsky în 1880. Cea de-a doua rețea a fost tramvaiul Gross-Lichterfelde din Lichterfelde, în apropiere de Berlin, Germania, care a fost deschisă în 1881. Aceasta a fost construită de către Werner von Siemens , care îl contactase pe Pirotsky și a reprezentat primul tramvai electric ce a cunoscut succesul comercial. Inițial curentul era trimis prin șine, catenara find instalată în 1883.
În Marea Britanie, calea ferată electrificată Volks a fost inaugurată în 1883 în Brighton. Această linie de doi kilometri, cu ecartamentul schimbat la 838 mm în 1884, rămâne în serviciu și astăzi, fiind cea mai veche linie de tramvai electric din lume aflată încă în serviciu. De asemenea, în 1883, tramvaiul Mödling și Hinterbrühl a fost deschis în apropiere de Viena, în Austria. Acesta a fost primul tramvai din lume alimentat de o linie electrică aeriană cu pantograf colector de curent. Tramvaiul din Blackpool, Marea Britanie, a fost deschis pe 29 septembrie 1885, folosind alimetarea printr-o conductă  colectoare de-a lungul Promenadei Blackpool. Acest sistem este încă în funcțiune într-o formă modernizată.
Primele instalații s-au dovedit dificil de operat și instabile. Linia lui Siemenes, de exemplu, era alimentată printr-o șină conectată la voltaj pozitiv și cealaltă la voltaj negativ, ca un tren de jucărie, ceea ce limita voltajul ce putea fi utilizat si electrocuta oamenii și animalele ce traversau linia. Siemens a creat mai târziu propria vatriantă de colectare a curentului de la catenară, numită liră, iar soluția a fost aplicată în Thorold, Ontario, rețea deschisă în 1887, și considerată un succes la acea vreme. Deși linia s-a dovedit vesatilă în comparație cu primele rețele de tramvaie electrice, era nevoie de ajutor din partea cailor la urcarea povârnișului Niagara, precum și în timpul lunilor de iarnă când energia hidroelectrică nu era disponibilă. Serviciul a continuat în forma originală până în anii 1950.
Sidney Howe Short a inventat și produs primul motor electric fărtă viteze pentru tramvaie. Motorul avea armătura conectată direct la osia tramvaiului pentru a o acționa. Short a fost primul care a folosit un sistem de conducte ce ascundeau firul de alimentare, eliminând astfel necesitatea catenarei și a pantografului pentru tramvaie și trenuri. În timpul petrecut la Univeristatea din Denver a realizat experimente importante ce au stabilit faptul că folosirea unor unități multiple în care fiecare vagon este motorizat era o metodă mai practică de operare a trenurilor și tramvaielor.
Sarajevo a construit un sistem de tramvaie electrice în 1884. Budapesta și-a construit sistemul în 1887, iar linia sa inelară a devenit cea mai aglomerată din Europa, în orele de vârf tramvaiele circulând la fiecare minut. București și Belgrad au servicii regulate din 1894. Ljubljana a inaugurat tramvaiul în 1901 și l-a închis în 1958. Oslo a avut primul tramvai din Scandinavia, începând să opereze pe 2 martie 1894.
Unele din rețelele inițiale de tramvaie trimiteau curentul electric prin conducte subterante sau prin contact la suprafață. În anii 2000, două companii au reintrodus designuri de tramvaie fără catenară. Citadis de la Alstom folosește o a treia șină (ca unele trenuri de metrou), iar PRIMOVE LRV de la Bombardier folosește plăci de inducție în calea de rulare.

#### Cu baterii
În 1834, Thomas Davenport, un fierar din Vermont, a inventat un motor electric alimentat cu baterii pe care l-a patentat. În anul următor el a folosit acest motor pentru a operaun mic vehicul electric, pe o scurtă secțiune de cale ferată.
Încercări de a folosi baterii ca sursă de energie electrică au fost făcute în anii 1880 și 1890, experimente eșuate având loc, de exemplu, în Bendigo și Adelaide, în Australia, precum și în Haga, unde timp de 14 ani a funcționat așa-numitul accutram. Primele tramvaie din Bendigo, Australia, lansate în 1892, au fost alimentate de baterii, dar în cât mai puțin de trei luni, acestea au fost înlocuite cu tramvaiele trase de cai. În New York City unele linii minore au funcționat de asemenea pe baterii. Apoi, relativ recent, în anii 1950, o lungă linie cu baterii a funcționat între Milano și Bergamo. În China, linia de tramvai cu baterii din Nanjing a funcționat începând din 2014.

### Alte surse de energie

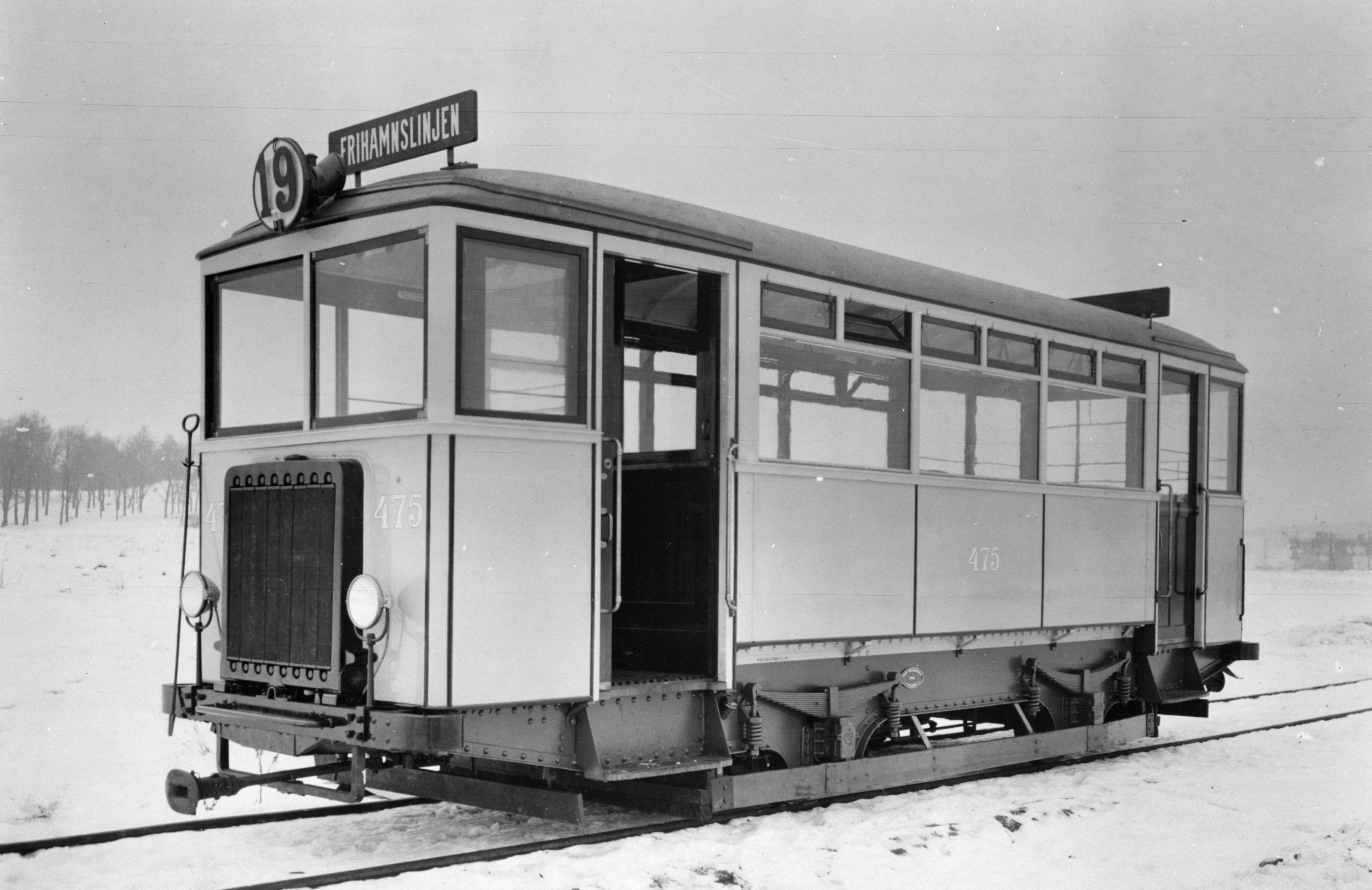
Singurul tramvai pe benzină din rețeaua de tramvai Stockholms Spårvägar, pe linia 19, în 1920

În unele locuri, alte surse de putere au fost folosite pentru a alimenta tramvaiele.
Hastings și alte tramvaie, de exemplu Stockholms Spårvägar în Suedia și unele linii din Karachi au folosit tramvaie cu benzină. În Paris au fost operate tramvaie care au fost alimentate cu aer comprimat folosind sistemul Mekarski.
În Galveston Island, Texas au funcționat tramvaie diesel datorită locației predispuse la uragane ce ar fi dus la deteriorarea frecventă a liniei de contact. Deși Portland, Victoria își promovează tramvaiul turistic ca fiind acționat electric, acesta funcționează utilizând peascuns un motor diesel. Tramvaiul, care merge pe un traseu circular în jurul orașului Portland, folosește vagoane provenite din vasta rețea de tramvai din Melbourne.
În martie 2015, China South Rail Corporation (CSR) a demonstrat primul tramvai cu hidrogen din lume la o unitate de asamblare în Qingdao.

### Sisteme hibride

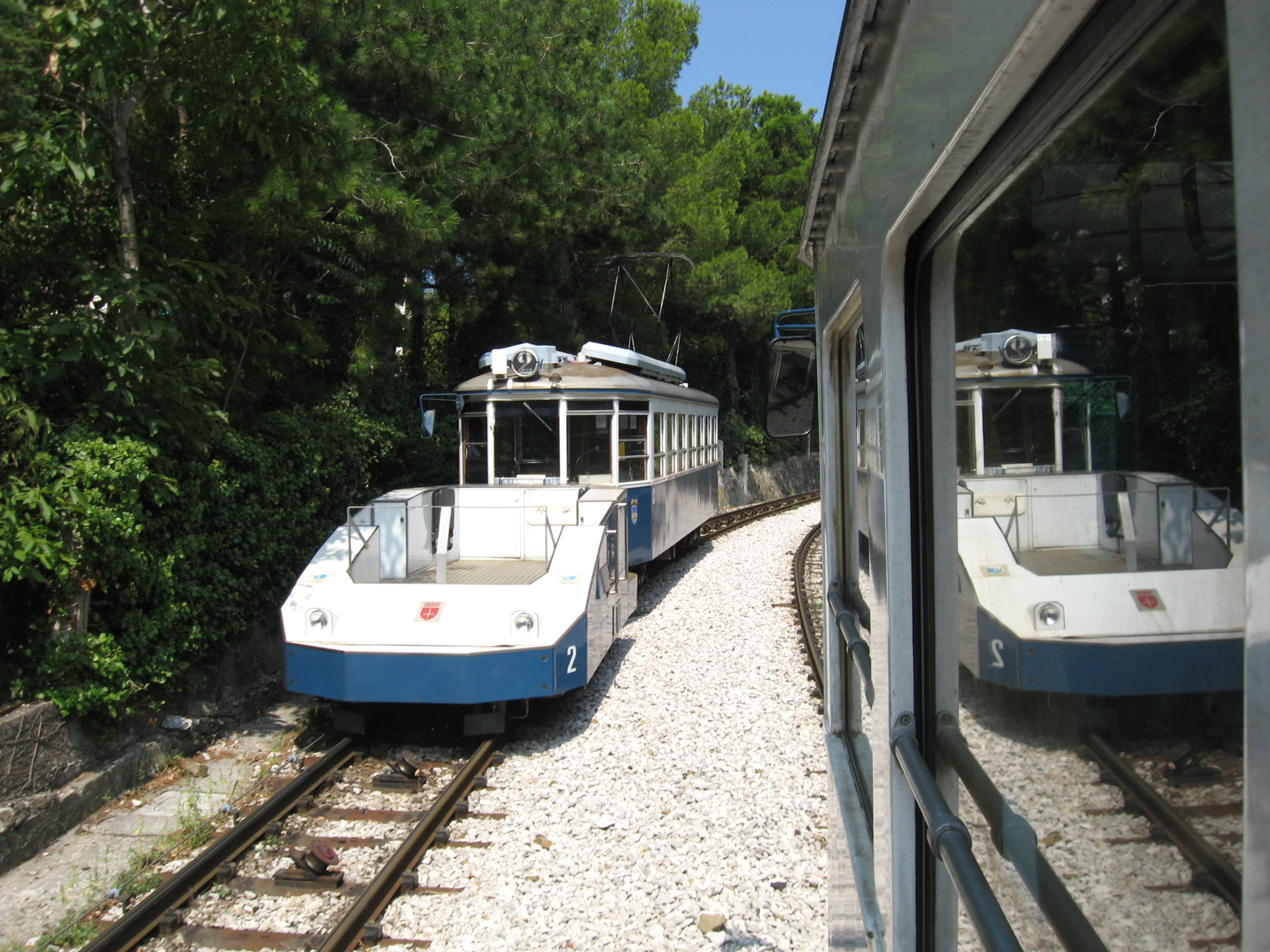
Un vagon de protecție ajută un tramvai pe secțiunea abruptă a liniei în Trieste, Italia.

Tramvaiul Trieste-Opicina operează un sistem hibrid între tramvai și funicular. Pe cea mai mare parte a traseului, tramvaiele electrice convenționale circulă pe șine, însă pe un segment foarte abrupt ele sunt asistate de vagoane de protecție legate la un funicular care împing tramvaiele în sus sus și acționează ca frâne la coborâre. Pentru siguranță, aceste vagoane sunt întotdeauna conectate în aval de vagonul de tramvai.
Sisteme similare au fost folosite și în alte locuri în trecut, în special în Seattle și pe linia Darling Street Wharf din Sydney.

## Compunere
Tramvaiul, fiind un vehicul feroviar, poate fi compus din unul sau mai multe corpuri, respectiv vagoane. Primelor tramvaie electrice li se puteau adăuga remorci, respectiv vagoane nemotorizate tractate de vagonul motor. Cu timpul s-a trecut la utilizarea articulațiilor de tip burduf. Tramvaiele vechi puteau avea, în general, maxim 3 corpuri legate prin intermediul a două burdufuri. Avantajul tramvaielor articulate fiind trecerea dintr-un vagon în altul prin burduf, economisindu-se astfel spațiu și devenind astfel mult mai eficient. Există și cazuri când se cuplează două sau mai multe vagoane motor, acestea necesitând în majoritatea cazurilor să aibă toate pantografele ridicate pentru a menține motoarele tuturor vagoanelor motor pornite. Această soluție se practică de obicei doar în cazul tramvaielor de tip vechi, nearticulate, pentru a crește capacitatea de transport a garniturii. Majoritatea tramvaielor noi sunt modulare, acest aspect permițându-le cumpărătorilor să specifice numărul de corpuri și alte cerințe particulare, precum designul interior și amplasamentul scaunelor, pentru a putea exploata vehiculul pe infrastructura specifică a orașului respectiv.

## Date tehnice și generalități

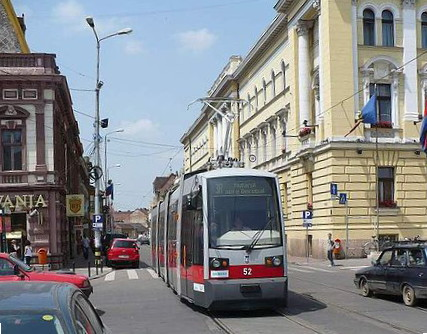
Tramvai Siemens ULF pe linia 3R în Centrul Istoric al Oradiei

Tramvaiele simple (cu o singură secțiune) se deosebesc de cele articulate (cu două secțiuni) și cele dublu articulate (cu trei secțiuni). Deseori există și tramvaie cu mai multe secțiuni, cum e de exemplu, modelul Alstom Citadis, care poate avea până la 5 secțiuni.